# Alitalia cargo
Alitalia Cargo var ett Italienskt flyggodstransportföretag, som etablerades 1947 och ägdes av Alitalia. 
Alitalia Cargo blev medlem i SkyTeam Cargo under 2001. Alitalia Cargo hade en flotta på 5 MD-11 fraktplan med verksamhet från Milano-Malpensa flygplats. Resmål koncentrerades på strategiska marknader i Kina, Korea, Japan och USA. Alitalia Cargo lades ner den 12 januari 2009